# در حلقه رندان
در حلقهٔ زندان یک مراسم شب‌های شعر طنز در ایران است. ابوالفضل زرویی که نخستین مدیر دفتر طنز حوزه هنری سازمان تبلیغات اسلامی بود برگزاری این مراسم را آغاز کرد. نخستین تجربهٔ این شب شعر در مردادماه سال ۱۳۸۰ بود و پس از آن هرسال، یک شنبهٔ آخر هر ماه، به‌طور متوالی در تالار اندیشه حوزه هنری در تهران برگزار می‌گردد.
در ماه‌های محرم و صفر، این شب شعر با عنوان رندان تشنه‌لب از سال ۱۳۸۲ در حوزه هنری برگزار می‌شود.
همچنین مجموعهٔ اشعار قرائت شده در این مجموعه‌های شب شعر، در قالب کتابی هم اسم این سلسه شب‌های شعر، نخستین بار در سال ۱۳۸۴ توسط انتشارات سوره مهر (وابسته به حوزه هنری)، به چاپ رسیده‌است.